# Stephan Andersen
Stephan Maigaard Andersen (Kopenhagen, 26. studenog 1981.) bivši je danski nogometni vratar i nacionalni reprezentativac.

## Klupska karijera
Andersen je nogometnu karijeru započeo u mlađim uzrastima Brøndbyja i Hvidovre dok je u potonjem klubu debitirao na seniorskoj razini 2000. godine. Tada je s klubom igrao u drugoj ligi te je ubrzo prepoznat njegov talent. Iako su interes za njega pokazivali engleski klubovi Sunderland i Aston Villa, vratar u ožujku 2002. prelazi u AB u kojem je branio dvije sezone.
U lipnju 2004. Andersena kupuje Charlton Athletic za osam milijuna DKK. Tijekom prve sezone u londonskom klubu, branio je u svega dvije utakmice. Nakon što se na početku sezone 2005./06. ozlijedio standardni vratar Dean Kiely, danski golman je dobio priliku u klubu. Loši klupski rezultati doveli su do toga da su se na golu smjenjivali Andersen, Kiely i Thomas Myhre.
Tijekom ljetnog transfernog roka 2006. godine, Andersen je namjeravao otići na posudbu u Leeds United. Međutim, dogovoreni transfer je propao jer je Charlton inzistirao na ugovornoj klauzuli po kojoj može povući igrača u bilo kojem trenutku tijekom sezone. Budući da je u londonskom klubu dobivao malo šansi, Stephan je u studenom 2006. potpisao transferni dogovor s Brøndbyjem o dolasku u klub tijekom zimskog transfernog roka u siječnju 2007.
U novom klubu je činio vratarske pogreške na utakmicama protiv Odensea i Viborga ali je ostao standardan u prvoj momčadi. S klubom je 2008. osvojio danski kup a iste godine je proglašen danskim vratarom godine.
S francuskim Èvianom je potpisao ugovor u kolovozu 2011. a vrijednost transfera je iznosila dva milijuna DKK. Ondje se pridružio sunarodnjaku Danielu Wassu. Za klub je branio do ljeta 2013. nakon čega je potpisao za španjolsku Betis Sevillu.

## Reprezentativna karijera
Vratar je prije debija za seniorsku momčad, branio za U20 i U21 sastave. Prvu utakmicu za Dansku odigrao je u ožujku 2004. u prijateljskom susretu protiv Španjolske. Poslije toga je prošlo četiri i pol godine nakon da bi dobio drugu priliku da nastupi u nacionalnom dresu. Razlog tome bio je Thomas Sørensen koji je u tom razdoblju bio standardni i nezamjenjivi danski golman. Tek je Sørensenovom ozljedom u jesen 2008., Andersen branio u tri kvalifikacijske utakmice za Svjetsko prvenstvo 2010.
Ključnom se pokazala Sørensenova druga ozljeda 2012. godine zbog čega je Stephan Andersen postao novi standardni vratar danske reprezentacije.

## Vanjske poveznice
- Weltfussball.de
- Transfermarkt.de